# Kahrīz-e Bābā Ḩoseynī
Kahrīz-e Bābā Ḩoseynī (persiska: كَهريزِ بابا حُسِين, كاريز, كاريزِ بابا حُسِينی, كَهريز, كهريز بابا حسينی, Kahrīz-e Bābā Ḩoseyn) är en ort i Iran.   Den ligger i provinsen Hamadan, i den nordvästra delen av landet, 300 km väster om huvudstaden Teheran. Kahrīz-e Bābā Ḩoseynī ligger 1 824 meter över havet och antalet invånare är 381.
Terrängen runt Kahrīz-e Bābā Ḩoseynī är kuperad åt nordväst, men åt sydost är den platt. Kahrīz-e Bābā Ḩoseynī ligger nere i en dal. Runt Kahrīz-e Bābā Ḩoseynī är det ganska tätbefolkat, med 54 invånare per kvadratkilometer. Närmaste större samhälle är Qohord-e Bālā, 15,9 km sydost om Kahrīz-e Bābā Ḩoseynī. Trakten runt Kahrīz-e Bābā Ḩoseynī består i huvudsak av gräsmarker.